# Kyrie in Re minore K 341
Il Kyrie in Re minore K 341 è una composizione per coro e orchestra scritta da Wolfgang Amadeus Mozart fra il 1780 e il 1781.

## Storia
Nel novembre 1780 Mozart lasciò Salisburgo per recarsi a Monaco. Durante l'estate il nuovo Elettore di Monaco Carlo Teodoro di Baviera che il compositore aveva già conosciuto tre anni prima a Mannheim, gli aveva commissionato un'opera seria, l'Idomeneo, che avrebbe dovuto essere rappresentata per il Carnevale dell'anno successivo. Per realizzare il lavoro Mozart restò alla corte bavarese per alcuni mesi, periodo in cui scrisse altre diverse opere, tra cui il Kyrie in Re minore. Non si conosce l'occasione per cui il musicista lo scrisse, ma si suppone che volesse farsi conoscere anche come autore di musica sacra presso il Principe del Palatinato.
Il Kyrie in Re minore si distacca completamente dalle precedenti composizioni salisburghesi, l'orchestrazione infatti ha una compagine più ricca, sono anche presenti i clarinetti che mancavano nell'orchestra della città natale del musicista; il tono, molto più serio e il carattere quasi sinfonico, hanno fatto pensare che Mozart potesse avere in mente di scrivere una nuova Messa in Re minore di cui però non si hanno riscontri se non l'abbozzo di una fuga, ritrovata negli anni sessanta. La tonalità cupa del Re minore, la tragicità di cui è pervasa l'opera e i grandi contrasti emotivi presenti in essa hanno anche fatto pensare che il Kyrie potesse essere un lavoro molto vicino al Requiem. Il musicologo Stanley Sadie, esaminando le caratteristiche della carta del manoscritto autografo, ha ipotizzato che il Kyrie potesse risalire al 1788. Comunque il fatto che il brano non sia stato incluso dall'autore nel suo personale catalogo (Verzeichnüss aller meiner Werke) del 1784-1791, fa pensare che l'opera sia effettivamente anteriore a questo periodo.

## Analisi
Non essendo più legato a obblighi dovuti all'impiego salisburghese, Mozart crea un nuovo modello di musica sacra dalla grande ricchezza nella parte orchestrale e dal tono solenne che, nonostante le critiche che gli furono mosse, ha un posto di tutto riguardo nell'ambito delle sue creazioni liturgiche.
Il brano, in 3/4, ha l'indicazione Andante maestoso ed è nella tonalità di Re minore, fra le predilette dal musicista. La composizione si basa sul consueto testo Kyrie eleison, Christe eleison che è parte dell'Ordinarium Missae. Le due componenti dell'organico, coro e orchestra, apportano due contributi ben distinti; il primo si presenta con un carattere prevalentemente omofonico conferendo al lavoro un andamento incisivo e severo, mentre la parte orchestrale è molto elaborata, con frequenti passaggi cromatici che connotano la composizione di malinconia e tristezza. Dopo un breve Preludio in cui l'orchestra, introdotta dai violini, preannuncia le successive invocazioni, interviene il coro con Kyrie eleison; la modulazione nella più serena tonalità di Fa maggiore alleggerisce la drammaticità della composizione fino alla pronuncia del Christe eleison espresso dal coro in modalità più sommessa. Il Re minore ritorna con la sua connotazione fosca e drammatica con i soprani che invocano, prima in pianissimo poi in fortissimo, giungendo fino a un Sol acuto per chiudere il brano sempre con grande e dignitosa sobrietà.

## Organico
Coro misto a quattro voci; orchestra composta da: due flauti, due oboi, due clarinetti, due fagotti, quattro corni, due trombe, timpani, organo, archi